# Simiyu (region)
Simiyu – region (mkoa) w Tanzanii.
Utworzony został 2 marca 2012 roku.
W 2002 roku zamieszkiwało tu 1 317 879 osób. W 2012 ludność wynosiła 1 584 157 osób, w tym 759 891 mężczyzn i 824 266 kobiet, zamieszkałych w 229 946 gospodarstwach domowych.
Region podzielony jest na 3 jednostek administracyjnych drugiego rzędu (dystryktów):
- Bariadi District Council
- Itilima District Council
- Meatu District Council
- Maswa District Council
- Busega District Council